# Юго-Западное Сомали
Юго-западное Сомали (сомал. Koonfur-Galbeed Soomaaliya;  Maay-Maay: Koofur-Orsi) — автономное образование на юго-западе Сомали.
Население на 2007 год составляло 2,87 млн. чел., в том числе в провинции Бей — 1106 тыс. чел., в провинции Баколь — 364 тыс и в провинции Нижняя Шабелле — 1400 тыс. чел. Плотность населения — 32,8 чел/км².
Нынешним президентом Юго-Западного Сомали является Абдиазиз Хасан Мохамед.

## География
На юге омывается  Индийским океаном, на западе граничит с автономным сомалийским государством Джубаленд, на востоке — с автономным сомалийским государством Хиршабелле, на юго-востоке — со столичным сомалийским регионом Банадир, на севере — с Эфиопией. Столица — город Барауэ.
Состоит из трёх сомалийских административных областей (гоболка): Бей, Баколь и Нижняя Шабелле.
Площадь территории Юго-Западного Сомали равна 87 403 км². 

## История
Впервые автономным государством Юго-западное Сомали (в составе провинций Бей и Баколь) объявил лидер Армии Сопротивления Раханвейна (RRA) Хасан Мухаммад Нур Шатигадуд, 31 марта 2002 года. RPA на тот момент контролировала существенную часть вышеупомянутых провинций и, как сообщалось, поддерживалась Эфиопией, которая была враждебно настроена к Переходному федеральному правительству.
10 февраля 2006 года это непризнанное государство погибло под натиском Союза Исламских Судов во время конфликта с временным правительством Сомали в начале Сомалийской войны. Вскоре, в декабре 2006 года, СИС сам пал под натиском сил Переходного федерального правительства Сомали и армии Эфиопии, однако образовавшаяся после его распада исламистская организация «Харакат аш-Шабаб» с переменным успехом продолжает в регионе, в том числе и в Юго-Западном Сомали, боевые действия различной интенсивности (на 2014 год преимущественно партизанские) и по сей день.

### 2014 год
16 марта 2014 года официальные представители Юго-Западного Сомали, Джубаленда и Федерального правительства Сомали подписали соглашение, согласно которому вновь созданное Юго-Западное Сомали, уже в составе трёх провинций (включая граничащую с Могадишо густонаселённую Нижнюю Шабелле), получило статус автономного государства, подчиняющегося Временной федеральной конституции.
7 ноября 2014 года было официально провозглашено государство Юго-Западное Сомали со столицей в городе Барауэ. Была также утверждена конституция региона.